# 취재 지원 시스템 선진화 방안
취재 지원 시스템 선진화 방안은 2007년 합동 브리핑 센터 운영과 전자 브리핑 시스템 도입을 주요 내용으로 하는 참여정부의 대언론 정책을 말한다. 취재지원 선진화 방안으로 불리기도 한다.

## 추진 배경
2003년 참여정부는 출입기자제를 폐지하고 개방형 브리핑룸 제도를 도입하였다. 그러나 일부 송고실이 출입기자단에 독점되어 사실상 기자실처럼 이용되었다. 따라서 개방형 브리핑룸 제도를 완성하기 위해 2007년에 취재 지원 시스템 선진화 방안을 도입하였다.

## 전자 브리핑 도입
2007년 10월 1일부터 전자 브리핑이 도입되어 기자가 브리핑룸을 방문하지 않고도 브리핑 내용을 실시간 동영상으로 보게 되었다. 또한 브리핑 내용을 속기로 풀어 텍스트로 제공하고 있다. 브리핑 전에 수렴된 질문은 브리핑에서 설명하고, 브리핑 후에 취합된 질문은 전자 브리핑 시스템을 통해 답변되고 있다. 단계적으로 언론의 개별적인 질문에 답변할 예정이다. 전자 브리핑은 시차를 두고 국정브리핑 에 VOD로 공개되고 있다.
2007년 11월 19일 기준으로 3896명(공무원 3385명, 기자 511명)이 회원으로 가입하였다.

## 브리핑 내실화
보도 자료 설명이 중심인 현재의 브리핑을 개선하여 질의 응답이 중심으로 개선하고, 기관이 브리핑을 평가하도록 하였다. 여론 수렴을 하여 주기적으로 브리핑을 개선하기로 하였다. 우수 브리핑 사례를 홍보하고 평가에 반영하기로 하였다.

## 취재 지원에 관한 기준 마련
- 정보 공개법 개정

비공개 대상 정보라도 공익상 필요하면 적극적으로 공개하기 위해 비교형량 노력을 하도록 규정하기로 하였다. 디지털 정보는 온라인을 통해 자발적으로 공개하기로 하였다.
- 취재 지원에 관한 기준

공무원들이 적극적으로 취재에 응하도록 기준(취재지원에 관한 기준안)을 마련하였다. 또한 브리핑실이 확대되어 개방되므로 등록 기자 기준을 합리화하였다.

## 노무현 대통령 언론인과의 대화
노무현 전(前) 대통령은 기자와 언론 단체가 반발하자 2007년 6월 17일 한국언론재단 초청으로 열린 토론회 〈노무현 대통령 언론인과의 대화〉에 참석하였다. 토론회는 KBS 1TV에서 오후 6시30부터 90분간 생방송으로 방영되었다.
정일용 한국기자협회장, 김환균 PD연합회장, 오연호 인터넷신문협회장, 이준희 인터넷기자협회장, 신태섭 민주언론시민연합 공동대표 등 5개 단체 대표들이 참여하였다.
TV 토론회 이후에도 일부 언론은 비판적 보도를 했으며, 이와 관련해서 당시 청와대에서는 “저희가 불쾌히 여기는 것은, 초청엔 응하지 않았으면서 마치 청와대가 반대단체, 반대 언론인들의 참가를 일부러 배제하기라도 한 것처럼 보도한 몇몇 신문들의 비겁함”이라고 밝혔다.

## 참고자료
- 〈합동브리핑센터 설치 운영으로 취재지원 선진화〉(보도 자료), 국정홍보처, 5월 22일
- 〈취재지원시스템 선진화방안〉(보도 자료 첨부), 국정홍보처, 5월 22일

## 같이 보기
- 대한민국의 기자실과 기자단
- 개방형 브리핑룸 제도